# РСД-10

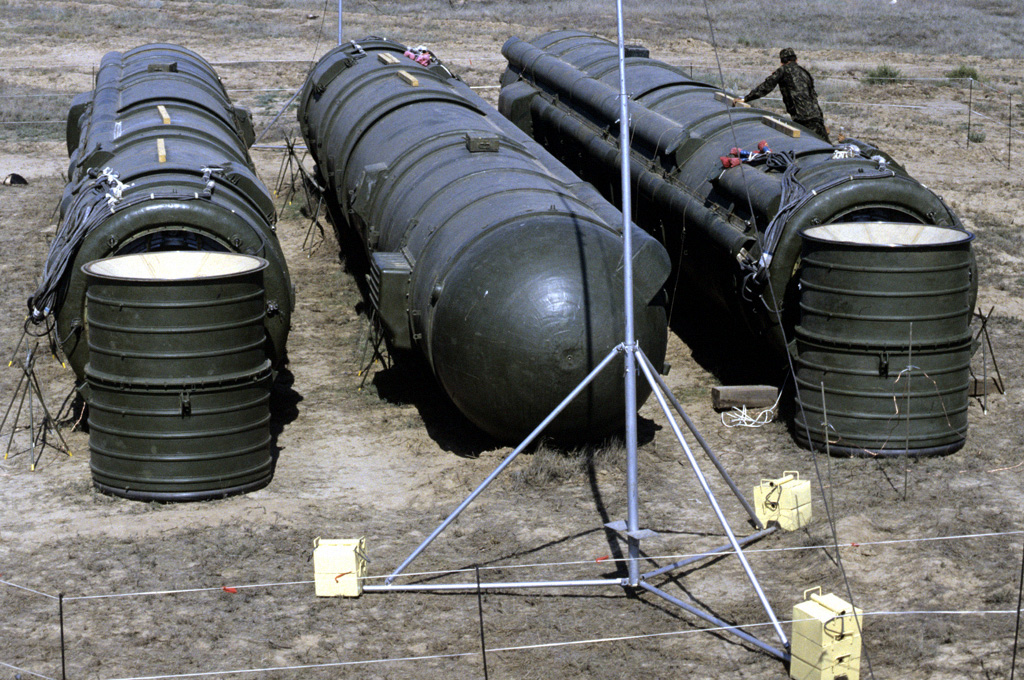
Зв'язка з трьох ракет РСД-10, підготовлених до знищення, полігон Капустін Яр, Астраханська область 1 серпня 1988 року.

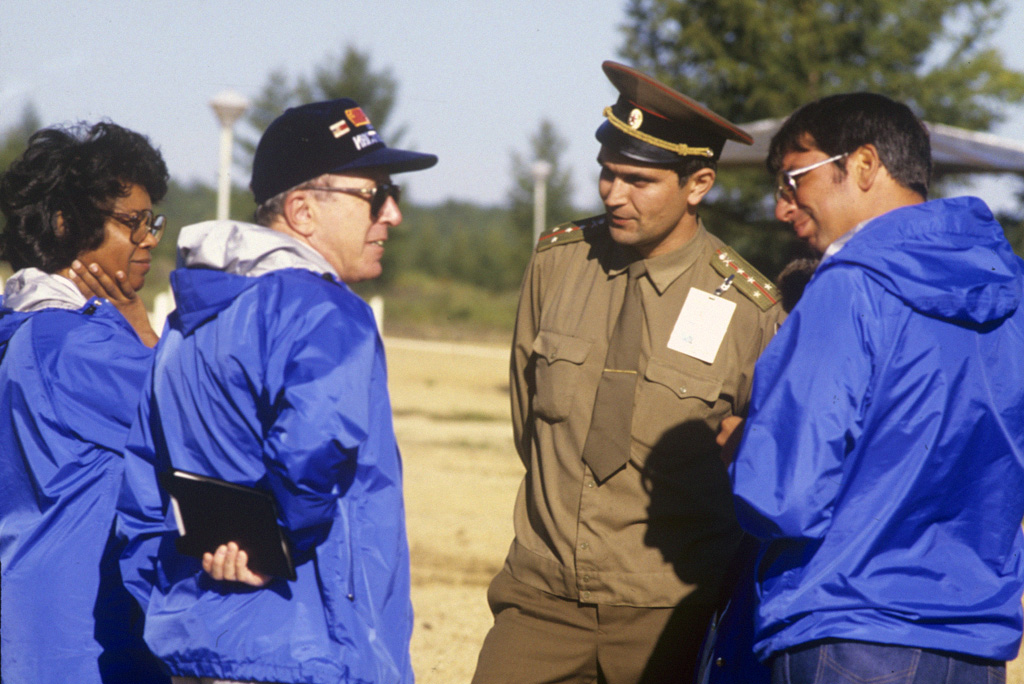
Американські військові інспектори на ліквідації ракет РСД-10 в Читинській області, 1988

«Піонер» (Індекс ГРАУ — 15П645, за Договором РСМД — РСД-10, за класифікацією МО США і НАТО: SS-20 mod.1 Saber) — радянський мобільний наземний ракетний комплекс з твердопаливною двоступеневою балістичною ракетою середньої дальності 15Ж45. Головний розробник — Московський інститут теплотехніки (МІТ). Ракета взята на озброєння в 1976 році.
В 1980 році на озброєння прийнятий комплекс Піонер-УТТХ (індекс комплексу 15П653, індекс ракети 15Ж53, за класифікацією НАТО — SS-20 mod.2 Saber) з поліпшеними ТТХ (максимальна дальність стрільби 5500 км).

## Історія
Проектування комплексу «Піонер» з ракетою середньої дальності на твердому сумішному паливі почалося відповідно до постанови уряду від 28 квітня 1973 року в Московському інституті теплотехніки під керівництвом академіка О. Д. Надірадзе. Нова ракета (заводське позначення 15Ж45) була створена на основі першого і модифікованого другого ступенів міжконтинентальної балістичної ракети 15Ж42 комплексу «Темп-2С». Заново були спроектовані: вузол відсічення тяги рухової установки другого ступеня, з'єднувальний відсік і агрегатно-бойовий блок (АГБ), що включав рухову установку розведення і подільну ГЧ ракети.

### Створення і застосування
Після практичного відпрацювання різних технічних рішень по новій ракеті і наземним агрегатам ракетного комплексу 21 вересня 1974 року на полігоні Капустін Яр почалися льотні випробування. Вони завершилися 9 січня 1976 року успішним (як і всі попередні), 21-м пуском ракети. 11 березня 1976 Державна комісія підписала акт про взяття комплексу «Піонер» з ракетою 15Ж45 (РСД-10) на озброєння РВСН. Перший ракетний полк під командуванням А. Г. Дороніна заступив на бойове чергування 30 серпня 1976 на комплексі 15П645, що мав у кожному дивізіоні по 2 пускових установки і машину підготовки пуску 15В56, що використовувалася на комплексі 15П642 і оснащену системою дистанційного керування 15Е569, здатної управляти двома ПУ.
У 1977 році на озброєння поступила основна модифікація комплексу — 15П645К , що мала у складі дивізіону по три ПУ і машину підготовки пуску 15В116 з СДУ 15Е576, що керувала трьома ПУ.
Ракетні комплекси «Піонер» замінили Р-12 і Р-14, що стояли на бойовому чергуванні в європейській частині СРСР, та комплекси Р-16 в Сибіру і Забайкаллі. Дуже швидко нова радянська ракета стала відома як SS-20 — «Гроза Європи».
19 липня 1977, незабаром після розгортання комплексу з ракетою 15Ж45, почалися роботи по комплексу «Піонер УТТХ» з ракетою 15Ж53. Льотні випробування ракети 15Ж53 з вищими бойовими характеристиками були розпочаті 10 серпня 1979 на полігоні Капустін Яр. 14 серпня 1980 випробування модернізованого ракетного комплексу були завершені, а 23 квітня 1981 року, відповідно до постанови уряду, комплекс «Піонер-УТТХ» (15П653) був прийнятий на озброєння. Ракета 15Ж53 мала таку саму першу і другу ступені, що і ракета 15Ж45. Зміни торкнулися системи управління та агрегатно-бойового блоку. За рахунок доопрацювання командних приладів і алгоритмів роботи БЦВК вдалося підвищити точність стрільби до 450 м. Встановлення нових двигунів з підвищеною енергетикою на агрегатно-бойовий блок дало можливість збільшити район розведення бойових блоків, що мало велике значення при плануванні об'єктів ураження. Крім того, була збільшена максимальна дальність стрільби до 5500 км.
У 1987 році на бойовому чергуванні і в арсеналах знаходилися 650 ракет. З них дві третини були призначені для знищення об'єктів в Європі і на Близькому Сході і приблизно одна третина для знищення об'єктів в Азії та США.
Обидва комплекси знаходились в експлуатації до 1991 року і були ліквідовані відповідно до умов Договору про РСМД. Перші ракети були знищені в Читинській області методом пуску. Особливий інтерес викликали ракети «Піонер», що знаходились в експлуатації понад 10 років. Всі проведені з 26 серпня по 29 грудня 1988 року 72 пуски пройшли успішно. Пізніше в районі полігону Капустін Яр була застосована інша технологія ліквідації — вибухом ракет без вилучення їх з пускових контейнерів. Шасі пускових установок комплексу після проходження спеціальної процедури демонтажу, яка виключає їх застосування за основним призначенням, могли в різних варіантах бути використані в народному господарстві.
В процесі виконання Договору про РСМД були розформовані 58 ракетних полків на озброєнні яких стояли «Піонери». Остання з заявлених в Договорі ракет РСД-10 була знищена 12 травня 1991 року. Кілька пускових установок і ракет збереглися як експонати в музеях Росії і за кордоном.
З 1986 року на випробування була поставлена чергова модифікація комплексу — «Піонер-3» з ракетою 15Ж57 , розробка якої відбувалась відповідно до постанови уряду від 6 квітня 1983 року і в значній мірі уніфікована з комплексом «Тополя». Для цього комплексу була створена досконаліша пускова установка з новим цифровим обчислювальним комплексом і системою наземної навігації. На ракету 15Ж57 встановили повністю нову бойову ступінь з удосконаленими бойовими блоками, також був поліпшений комплекс засобів подолання ПРО. Однак, в результаті укладення Договору про РСМД, випробування ракетного комплексу були припинені. Серійне виробництво ракет не розгортали.

### Склад комплексу

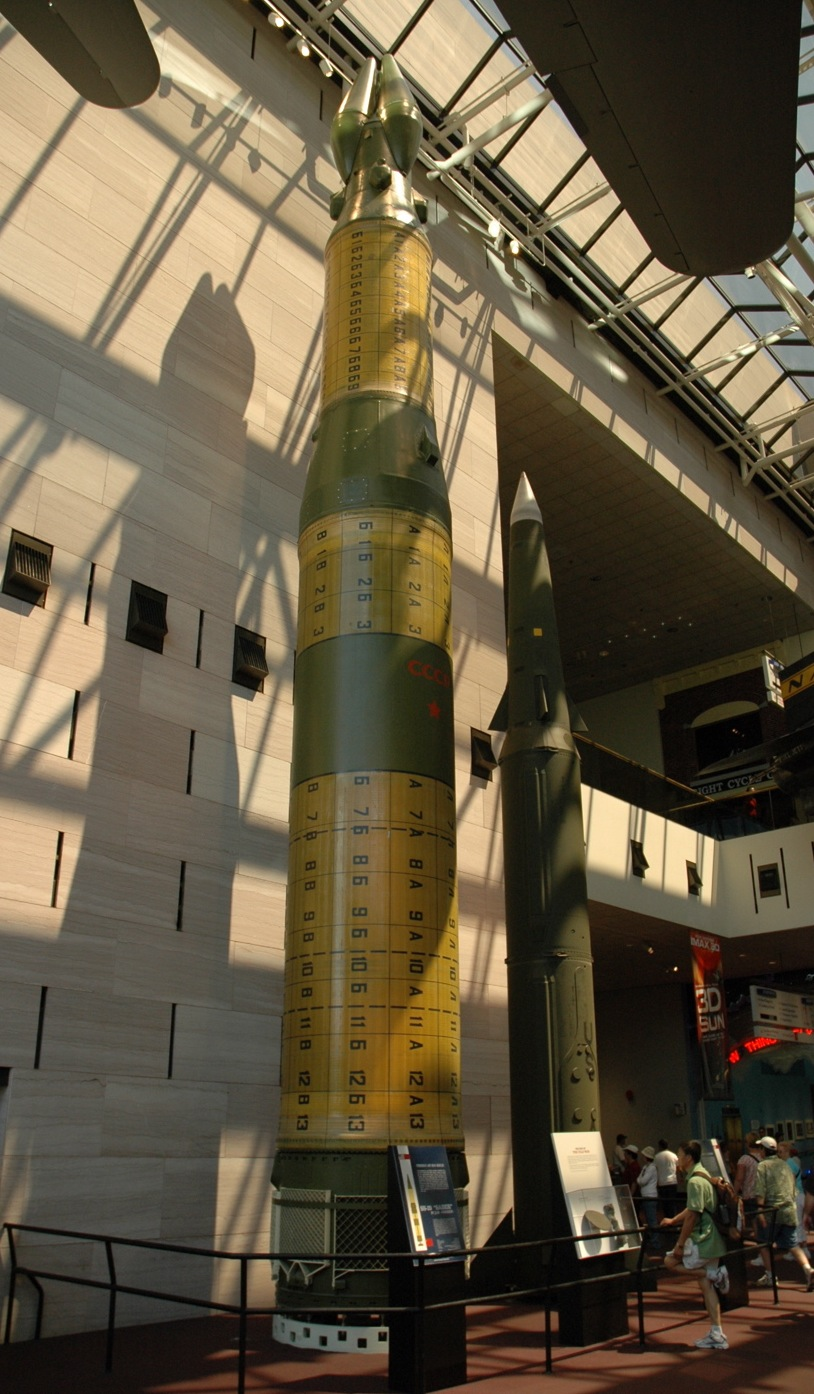
БРСД 15Ж45 комплексу «Піонер» в Національному музеї авіації та космонавтики в Вашингтоні (праворуч від неї БРСД MGM-31B Pershing II)

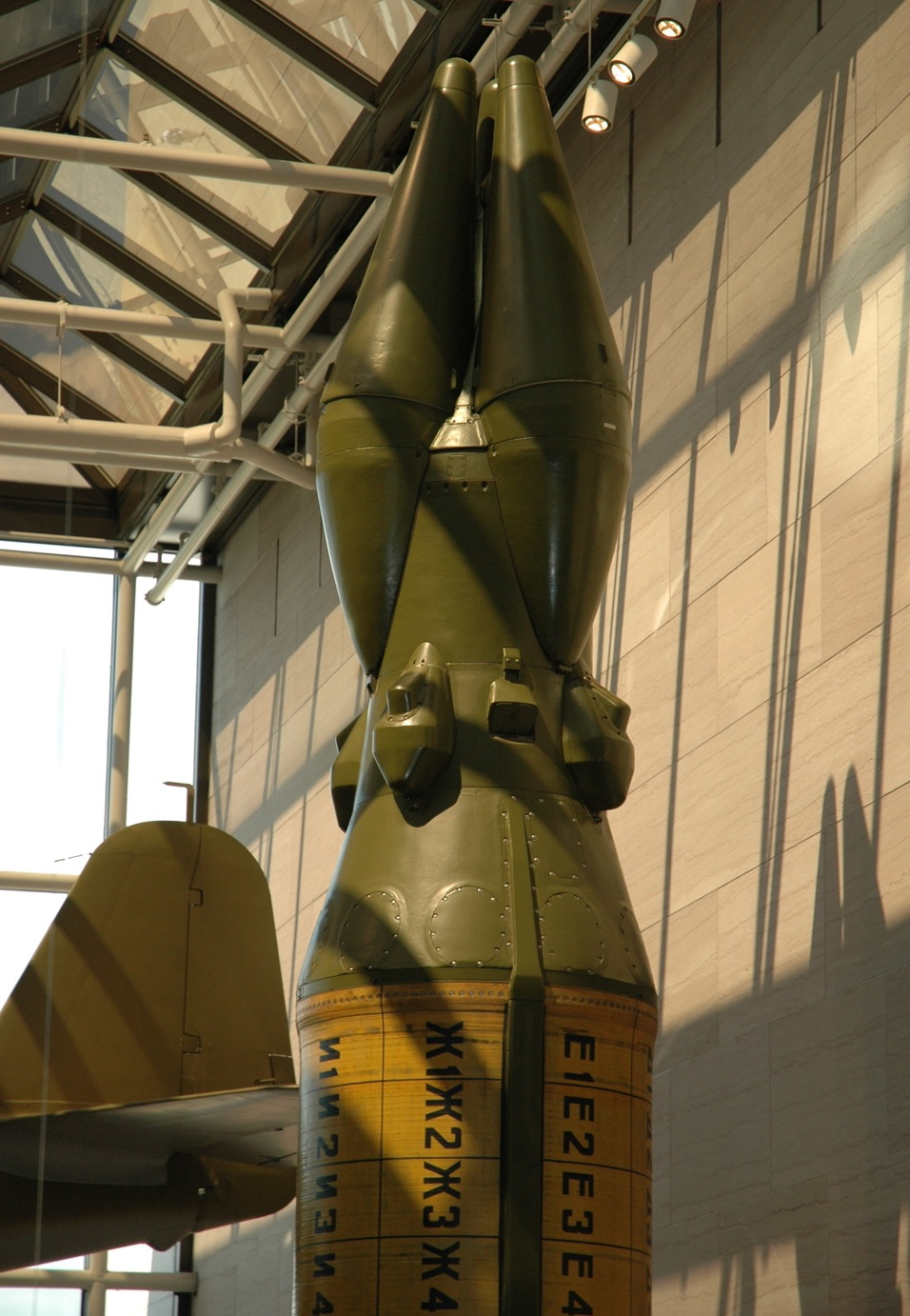
Бойова ступінь з ГЧ 15Ф543 з трьома бойовими блоками 15Ф542 АА-74

До складу ракетного комплексу РСД-10, зазвичай, входили:
- стаціонарний і мобільний командні пункти з комплексом засобів бойового управління та зв'язку
- три бойових ракетних комплекси — ракетні дивізіони, що мали в складі:
  - по три (до 1977 р по дві) самохідних пускових установки (СПУ) 15У106 (15У136 для 15Ж53) з ракетами 15Ж45 (15Ж53) в транспортно-пускових контейнерах 15Я107, розміщених на пускових установках на базі 6-осного длиннобазного шасі МАЗ-547В
  - командний пункт дивізіону, що складався на комплексі 15П645 з машини підготовки пуску 15В56 (до 1977 р), 15П645К — з 15В116, а на комплексі 15П653 — з машини підготовки пуску 15В132 і машини зв'язку 15В82
  - дві машини-дизельні електростанції 15Н1061М
  - машини-їдальні 15Т117 і машини-гуртожитка 15Т118
  - машину бойового поста 15Я56 на базі бронетранспортера БТР-60ПБ з системою наземної навігації 15Ш39 і баштово-кулеметною установкою «Грім» з кулеметом «Утьос» НСВТ −12,7 мм
  - машину чергової зміни охорони і оборони 15Я55 з комплектом засобів охорони, озброєнням та засобами життєзабезпечення варти.
- Транспортно-перевантажувальні засоби (транспортно-перевантажувальний агрегат 15Т116 і транспортно-перевантажувальний візок 15Т140)
- з 1977 р стаціонарні споруди 15У111 для розміщення пускових установок на стаціонарній бойової стартової позиції полку і забезпечення бойового чергування пускових установок в 5-хвилинній готовності до пуску.

Ракета 15Ж45 мала два маршових ступені й агрегатно-бойовий блок з головною частиною, які стикувались між собою за допомогою сполучних відсіків.
Рухова установка першого ступеня 15Д66 мала вигляд конструкції, що складається з склопластикового корпусу зі скріпленим з ним твердопаливним зарядом, виконаним з високоенергетичного сумішевого палива, сталевих переднього днища і соплової кришки, соплового блоку. У хвостовому відсіку ступені знаходились гальмівні двигуни і приводи рульових органів. Керуючі зусилля створювали чотири газодинамічних і чотири аеродинамічних керма (останні виконані у вигляді решіток).
Рухова установка другого ступеня 15Д205 мала аналогічну конструкцію, управління по тангажу і нишпорення здійснювалось вдувом газу з газогенератора в закритичних частинах сопла, а по крену — перепуском газу через спеціальний пристрій. Обидва двигуни мали систему відсічення тяги (на першій ступені — аварійна) і час роботи близько 63 секунд. Відстань польоту визначалась моментом вимикання двигуна другого ступеня, яке здійснювалося шляхом розтину десяти вікон відсічення тяги, розташованих на передньому днищі камери згоряння, в результаті чого тиск у камері різко падав, горіння твердого палива припинялось, а напрямок газових потоків з сопел відсічення вперед по ходу польоту нейтралізував імпульс тяги двигуна.
Система управління ракети, розроблена під керівництвом академіка Н. А. Пілюгіна, з бортовою обчислювальною машиною, дозволяла ракеті в ході несення бойового чергування перебувати в горизонтальному положенні, забезпечувала точність влучення (КВО) не гірше 500 м у всьому діапазоні дальностей і азимутів без розвороту пускової установки, повну автоматизацію передстартової підготовки і проведення пуску, а також автоматичне проведення регламентних перевірок. Всі основні блоки мали резервування, що забезпечувало високу надійність функціонування, і знаходились в герметичному приладовому відсіку.
Ракета несла головну частину типу МИРВ з трьома бойовими блоками потужністю по 150 кт кожен з індивідуальним наведенням на власні цілі. Ступінь розведення включав систему управління і твердопаливну рухову установку. Аеродинамічний обтічник на головній частині не передбачений. Для зниження аеродинамічних навантажень в польоті, конічні бойові блоки були встановлені під кутом до поздовжньої осі ракети. Комплексу подолання системи ПРО ракета не мала.
Існувало 3 варіанти ракети РСД-10:
- Mod 1 — з моноблочною головною частиною і дальністю стрільби 5000 км;
- Mod 2 — мав головну частину з бойовими блоками індивідуального наведення з максимальною дальністю стрільби 4583 км (15Ж53 — 4600 км) — основний варіант, що отримав найбільше поширення;
- Mod 3 — випробуваний в травні 1985 року та інколи іменований на Заході як SS-X-28, мав легку моноблочну головну частину потужністю 50 кт і збільшену до 7400 км дальність стрільби — не вийшов зі стадії випробувань.

В процесі експлуатації ракета, вміщена в герметичний транспортно-пусковий контейнер, була розміщена на самохідну пускову установку (СПУ), створену на базі автомобільного шестиосного шасі МАЗ-547В підвищеної прохідності. Крім ракети на шасі знаходились необхідні агрегати та обладнання для контролю за технічним станом ракети і проведення пуску. Незважаючи на солідну вагу (84 т) і габарити (довжина — 19,316 м, ширина 3200 + 40 мм, висота 4375 мм) СПУ мала порівняно високу швидкість (до 40 км/год), пересувалась дорогами з будь-яким покриттям, легко долала метрові броди, рови шириною до 3 м і підйоми до 15 град. і мала радіус повороту 22±1 м, що дозволяло широко використовувати існуючу мережу доріг.
Пуск ракети міг бути виконаний або із спеціального укриття гаражного типу на основній позиції (спорудження 15У111 «Крона»), або з однієї з підготовлених в геодезичному сенсі польових позицій. Перед цим пускову установку слід було вивісити на домкратах і вирівняти за горизонтом. Пуск ракети здійснювався за допомогою порохового акумулятора тиску, що викидав її з контейнера. Після досягнення безпечної висоти, включався маршовий двигун першого ступеня. Операції з передстартової підготовки та пуску проходили в автоматичному режимі після отримання спеціальної команди з пункту управління.
Пуск ракет міг бути виконаний з однієї з польових позицій або із споруд «Крона» в термін, співмірний з підлітним часом бойових блоків противника з території країн Західної Європи. Згортання комплексу та підготовка до маршу для зміни позицій забирала близько години. Розгортання з маршу (вивішування, вирівнювання за горизонтом, геодезична підготовка) — також близько години. Споруди дозволяли значно обмежити контроль за комплексами «Піонер» з боку засобів розвідки потенційного противника. «Крона» являє собою збірну металеву споруду з розсувним дахом. Існували варіанти прохідного виконання (ворота з двох сторін), проте в більшості випадків в'їзд великогабаритного агрегату у спорудження відбувалось шляхом складного маневрування і вимагало від водіїв і командирів високої кваліфікації. Пуск ракет дивізіоном із споруд «Крона» включав відкриття дахів за допомогою асинхронних електродвигунів потужністю 8 кВт, що визначало зрушення за часом між відкриттям дахів трьох споруд при живленні від машин дизельних електростанцій, оскільки пусковий струм приводу міг привести до зупинки дизелів (у подальших модифікаціях електропривід відкриття дахів при пуску був замінений механічним). Після цього проводиться підйом контейнера і пуск ракети.

### Модифікації
- 15П645К «Піонер-К» з ракетою 15Ж45
- 15П653 «Піонер-УТТХ» з ракетою 15Ж53
- 15П656 «Горн» з командною ракетою 15Ж56

### Тактико-технічні характеристики
Мобільний ґрунтовий ракетний комплекс «Піонер»
- Розробник: МІТ
- Головний конструктор: А. Д. Надірадзе
- Виробник ракети: Воткинский МЗ
- Кодове позначення НАТО: SS-20 Saber Mod 1 & 2
- Найменування по РСМД: РСД-10
- Тип комплексу: Мобільний ракетний комплекс З БР середньої дальності, третього покоління
- Стан: на озброєнні з 11 березня 1976 року.
- Ракета: 15Ж45
- Дальність стрільби, км: 600-5000
- Точність стрільби (КВО), км: 0,55 (граничне відхилення — 1,3)
- Тип ГЧ: Моноблочна термоядерна (на випробуваннях — варіант 1)
- Тип ГЧ: три РГЧ ІН (варіант 2)
- Потужність заряду (варіант 1), Мт: 1,0
- Потужність заряду (варіант 2), Мт: 0,15
- Вага ГЧ, кг: 1500—1740
- Система управління: Інерційна з гіростабілізованою платформою на основі поплавкових гіроприладів, з БЦВ
- Розробник системи управління: НДІ АП
- Головний конструктор системи управління: Н. А. Пілюгін
- Кермові приводи: Гідравлічні
- Розробник кермових приводів: ЦНІІАГ
- Органи управління на 1 ступені: Газові та аеродинамічні гратчасті рулі, ґратчасті стабілізатори
- Органи управління на 2 ступені: З тангажу і нишпорення — вдув в закритичних частин сопла гарячих газів; по крену — газові сопла з газогенератором
- Тип старту: «Мінометний» з ТПК
- Число ступенів: 2
- Повна довжина ракети, м: 16,49
- Довжина ракети без головної частини, м: 14,9
- Довжина ракети в ТПК, м: 19,316
- Максимальний діаметр корпусу, м: 1,79
- Стартова вага, т: 37,0
- Вага ракети в ТПК, т: 42,7
- Паливо: сумішеве тверде
- Перший ступінь
  - Повна довжина першого ступеня, м: 8,58
  - Максимальний діаметр корпусу першого ступеня, м: 1,79
  - Вага ступеня, т: 26,7
  - Двигун: Однокамерний РДТП
  - Розробник двигуна: НВО «Союз» (Люберці)
  - Головний конструктор двигуна: Б. П. Жуков
  - Число сопел: 1
  - Час роботи, с: 63
- Другий ступінь
  - Повна довжина другого ступеня, м: 4,4-4,6
  - Максимальний діаметр корпусу другого ступеня, м: 1,47
  - Вага ступеня, т: 8,63
  - Двигун: Однокамерний РДТП
  - Розробник двигуна: НВО «Союз» (Люберці)
  - Головний конструктор двигуна: Б. П. Жуков
  - Число сопел: 1
- Бойовий ступінь
  - Число бойових блоків: 3
  - Рухова установка: чотири РДТП
- Бойовий блок
  - Повна довжина бойового блоку, м: 1,6
  - Максимальний діаметр корпусу бойового блоку, м: 0,64
  - Радіус заокруглення наконечника: 0,11
- Пускова установка
  - Тип: Ґрунтова рухлива
  - Розробник: ЦКБ «Титан»
  - Виробник: завод «Барикади»
  - Головний конструктор: В. М. Соболєв
  - База МАЗ-547В
    - Число осей: 6
    - Довжина, м: з ТПК 19,316 м, без ТПК 16,08 м
    - Ширина, м: 3,2 (+0,04) м
    - Висота, м: 4,375 м (5,08 м в вивішеному стані)
    - Двигун: багатопаливний швидкохідний дизель А-38 (В-58) з турбонаддувом
    - Потужність, к.с.: 650
    - Максимальна швидкість, км/год: 40
    - Кут подоланого підйому: 15°
    - Глибина подоланого броду: 1,1 м
    - Ширина подоланого рову: 3м
    - Кути схилу: — передній 23°, задній 30°
    - Дорожній просвіт: 470 мм

  - Число ракет на пусковій установці: 1
  - Тип приводу підйому ТПК з ракетою: Гідравлічний, від ходового двигуна СПУ
  - Розробник приводу підйому ТПК з ракетою: ЦНІІАГ
  - Радіус розвороту, м: 22±1 м
  - Екіпаж, чол.: 2
- Транспортно-перевантажувальний агрегат (ТПА)
  - Розробник: ЦКБ «Титан»
  - Виробник: завод «Барикади»
  - База: МАЗ-547А
    - Число осей: 6
    - Повна довжина, м: 17,33
    - Ширина, м: 3,2
    - Висота, м: 2,9 (без ТПК)
    - Двигун: дизель А-38 з турбонаддувом
    - Потужність, к.с.: 650
    - Максимальна швидкість, км/год: 40
    - Число ракет на ТПС: 1
    - Екіпаж, чол: 2

## Випробування
Льотні випробування ракет РСД-10 почались в вересні 1974 року на полігоні Капустін Яр. У 1977 році, відразу після прийняття комплексу на озброєння РВСН СРСР, почалось його розгортання. Перший ракетний полк з комплексом «Піонер» заступив на бойове чергування 30 серпня 1976 року (район м. Петриков Гомельської обл., командир А. Г. Доронін, головний інженер І. П. Баглюк). Масове розгортання комплексу «Піонер» розпочалось в 1978 році в позиційних районах, раніше займаних застарілими комплексами з ракетами Р-12, Р-14, Р-16. У кожен ракетний полк входило 9 (до 1977 року — 6) самохідних ПУ, забезпечених індивідуальними захисними спорудами.
Згідно американських даних найбільше число розгорнутих пускових установок складало 441 одиницю в 1986 році. За офіційними радянськими даними, наведеними в Меморандумі про домовленість про встановлення вихідних даних у зв'язку з договором між СРСР і США про ліквідацію ракет середньої і меншої дальності, станом на 1 листопада 1987 року в СРСР було розгорнуто 405 ПУ ракет РСД-10, ще 245 БР знаходилися на складах.
За 15 років експлуатації не було жодного випадку руйнування або аварії ракети. За час випробувань, експлуатації та ліквідації було відстріляно 190 ракет. Всі пуски були успішними. При цьому ймовірність влучення в ціль склала 98 %.

## Збережені екземпляри
| Тип    | Бортовий номер | Місце знаходження                                                       | Зображення |
| ------ | -------------- | ----------------------------------------------------------------------- | ---------- |
| РСД-10 | 485            | Військово-історичний музей Повітряних сил Збройних сил України, Вінниця |            |
| РСД-10 | 282            | Національний музей історії України у Другій світовій війні, Київ        |            |
| РСД-10 |                | Музей полігону Капустін Яр, м. Знаменськ                                |            |
| РСД-10 |                | Центральний музей Збройних Сил, Москва                                  |            |

Також ракета 15Ж45 представлена у філії Центрального музею РВСП в Навчальному центрі Військової академії РВСП ім. Петра Великого в БалабановоКалузької області.
Ракета 15Ж45 представлена в Smithsonian National Air and Space Museum, Вашингтон.

## Цікаві факти
Ракетний комплекс SS-20 в своїх піснях згадували Олександр Башлачов («Подвиг розвідника») і Борис Гребенщиков («Давньоруська туга»).